# Belytinae
Belytinae – podrodzina błonkówek z infrarzędu owadziarek i rodziny Diapriidae.

## Morfologia
Błonkówki drobnych rozmiarów. Osadzone wysoko ponad nadustkiem, na wyraźnie zaznaczonym występie czoła czułki mają dość mocno wydłużone trzonki. Samice mają biczyk złożony z od dziesięciu do trzynastu (zwykle z trzynastu) członów, u samców natomiast biczyk buduje dwanaście członów, z których pierwszy jest zmodyfikowany. Skrzydło przednie charakteryzuje się stosunkowo kompletnym jak na przedstawicieli nadrodziny użyłkowaniem. Zazwyczaj obecne są trzy zamknięte komórki – kostalna, medialna i radialna. Metasoma ma drugi tergit w formie jednej, dużej płytki. Synapomorfią podrodziny jest obecność na drugim jej sternicie pary podłużnych rowków, czasem przedłużonych na kolejne sternity lub uzupełnionych listewką. W rowki te wchodzą boczne krawędzie drugiego tergitu.

## Ekologia i występowanie
Owady te występują najczęściej na stanowiskach wilgotnych. Są wewnętrznymi parazytoidami stadiów rozwojowych muchówek z rodzin ziemiórkowatych i grzybiarkowatych.
Podrodzina kosmopolityczna. Największą różnorodność gatunkową i liczebność osiąga w chłodniejszych lasach strefy umiarkowanej półkuli południowej. 

## Taksonomia
Takson ten wprowadzony został w 1856 roku przez Arnolda Förstera pod nazwą Belytoidae. Na przestrzeni wieków traktowany bywał z rangą rodziny, podrodziny lub plemienia. Współcześnie klasyfikuje się go jako podrodzinę w obrębie Diapriidae. Zalicza się doń około 60 opisanych rodzajów:
- Acanopsilus Kieffer, 1908
- Acanosema Kieffer, 1908
- Acanthopsilus Kieffer, 1908
- Acidopsilus Kieffer, 1909
- Aclista Förster, 1856
- Aclistoides Dodd, 1916
- Acropiesta Förster, 1856
- Anaclista Kieffer, 1916
- Anommatium Förster, 1856
- Anoxylabis Kieffer, 1909
- Aprestes Nixon, 1957
- †Archaebelyta Meunier, 1923
- Belyta Jurine, 1807
- Camptopsilus Kieffer, 1908
- Cardiopsilus Kieffer, 1908
- Cinetus Jurine, 1807
- Ctenopria Oglobin, 1966
- Diphora Förster, 1856
- Eccinetus Muesebeck et Walkley, 1956
- Eumiota Hellen, 1964
- †Gaugainia Perrichot et Nel 2008[5]
- Gladicauda Early, 1980
- Heterobelyta Brethes, 1916
- Lithobelyta Cockerell, 1921
- Macrohynnis Förster, 1856
- Masnerosoma Sunholm, 1971
- Meuselia Kieffer, 1909
- Miota Förster, 1856
- Miotella Kieffer, 1909
- Monoxylabis Kieffer, 1909
- Odontopsilus Kieffer, 1909
- Opazon Haliday, 1857
- Oxylabis Förster, 1856
- Pamis Nixon, 1957
- Panbelista Chambers, 1985
- Pantoclis Förster, 1856
- Pantolyta Förster, 1856
- Pappia Szabo, 1974
- Paraxylabis Kieffer, 1907
- Plastobelyta Kieffer, 1906
- Polypeza Förster, 1856
- Praeaclista Szabo, 1974
- Probelyta Kieffer, 1909
- Probetyla Brues, 1922
- Prosoxylabis Kieffer, 1909
- †Protobelyta Jouault et Nel 2020[6]
- Prozelotypa Kieffer, 1909
- Psilomma Förster, 1856
- Psilommacra Macek, 1990
- Psilommella Dodd, 1915
- Rhynchopsilus Kieffer, 1908
- Scorpioteleia Ashmead, 1897
- Stylaclista Dodd, 1915
- Sunholmiella Hedqvist, 1975
- Synacra Förster, 1856
- Synbelyta Hellen, 1964
- Therinopsilus Kieffer, 1909
- Tropidopsilus Kieffer, 1908
- Xenismarus Ogloblin, 1959
- Zygota Förster, 1856

W zapisie kopalnym takson znany jest od albu w kredzie.